# Bromus tytthanthus
Bromus tytthanthus är en gräsart som beskrevs av Sergej Arsenjevitj Nevskij. Bromus tytthanthus ingår i släktet lostor, och familjen gräs. Inga underarter finns listade i Catalogue of Life.